# Paul Sabatier (historyk)
Paul Sabatier (3 sierpnia 1858 - 4 marca 1928) – francuski pastor i historyk. Autor pierwszej nowożytnej biografii św. Franciszka: Vie de saint François d'Assise (1894 r.)